# El Rubí, Alto Lucero de Gutiérrez Barrios
El Rubí är en ort i Mexiko.   Den ligger i kommunen Alto Lucero de Gutiérrez Barrios och delstaten Veracruz, i den sydöstra delen av landet, 270 km öster om huvudstaden Mexico City. El Rubí ligger 705 meter över havet och antalet invånare är 264.
Terrängen runt El Rubí är kuperad, och sluttar österut. Runt El Rubí är det ganska glesbefolkat, med 50 invånare per kvadratkilometer. Närmaste större samhälle är Plan de las Hayas, 10,3 km nordväst om El Rubí. I omgivningarna runt El Rubí växer huvudsakligen savannskog.